# Oshkosh (Nebraska)
Oshkosh je grad u američkoj saveznoj državi Nebraska. Prema popisu stanovništva iz 2010. u njemu je živjelo 884 stanovnika.